# Strathmore (New Jersey)
Strathmore – jednostka osadnicza w Stanach Zjednoczonych, w stanie New Jersey, w hrabstwie Monmouth.